# 台北市立華江高級中学
台北市立華江高級中学（かこうこうきゅうちゅうがく、ピンイン：Huājiāng、注音: ----、Taipei Municipal Hua Jiang High School）は、台湾台北市にある全日制高校。万華地区では最も歴史ある女子高としての地位を占めていたが、政府の共学化政策により1992年に万華女中の共学化が決定し、翌年実施、現在の校名に変更されて現在に至っている。

## 沿革
| 年     | 月日    | 事跡                                                                                |
| ------ | ------- | ----------------------------------------------------------------------------------- |
| 1945年 | 4月20日 | 台北市立万華初級中学が開校 当時は夜間部のみであり、老松国民学校の校舎を利用していた |
| 1947年 | 8月1日  | 台北市立老松初級商業職業学校として改編                                              |
| 1948年 | 8月29日 | 日間部を設置                                                                        |
| 1951年 | 5月     | 市立初級商業学校4校と合併 台北市立初級商業職業学校と改称                            |
| 1951年 | 12月    | 台北市立初級商業職業学校老松分校と改称                                              |
| 1953年 | -       | 現所在地に校舎を建設                                                                |
| 1955年 | 1月     | 台北市立万華初級商業職業学校として独立組織となる                                    |
| 1958年 | 9月     | 高商部の設置に伴い台北市立万花商業職業学校と改称                                    |
| 1961年 | 6月     | 政府の省立高中政策により台北市立万華女子初級中学が開校                              |
| 1962年 | 9月     | 万華商学の生徒を万華女中に編入                                                      |
| 1968年 | 9月     | 義務教育9年制に伴い台北市立華江女子国民中学と改称                                   |
| 1993年 | 7月1日  | 共学化に伴い台北市立華江高級中学と改称                                              |